# Tenisha Yancey

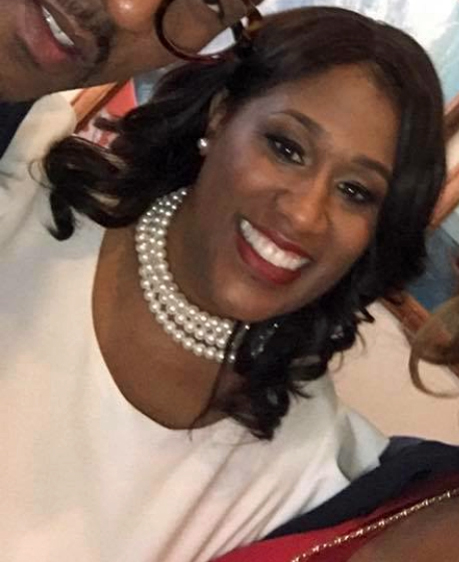
Tenisha Yancey (2017)

Tenisha Yancey (geboren am 29. August 1976) ist eine US-amerikanische Politikerin (Demokraten). Sie ist Mitglied des Repräsentantenhauses von Michigan und vertritt den ersten Hausbezirk. Der 1. Hausbezirk umfasst die Städte Harper Woods, Grosse Pointe Woods, Grosse Pointe Shores und einen Teil von Detroit.
Yancey wurde 2017 in einer Sonderwahl gewählt, um eine Vakanz zu füllen, die entstand, als der frühere Abgeordnete Brian Banks im Rahmen eines Plea-Deals von seinem Sitz zurücktrat; als Reaktion auf schwere Bankbetrugsvorwürfe.
Tenisha Yancey ist die Nichte des ehemaligen Vizepräsidenten der United Auto Workers, Jimmy Settles.
Yancey arbeitete für das Büro des Wayne County Executive und die Wayne County Land Bank, bevor sie 2012 ihr Jurastudium abschloss.